# Antonio Nípoli
Antonio Nípoli (5 de mayo de 1902 en Florida, Uruguay-14 de enero de 1991 en Montevideo, Uruguay) fue un actor y humorista uruguayo. Actor cómico, imitador de voces, sonidos de animales y máquinas, conocido como "El Hombre de la Mil Voces" y "El Negro del Comandante (Sandalio)", se destacó en el Carnaval y en la radio hacia mediados de siglo XX.

## Reseña biográfica
Nació en Florida pero muy pequeño, su familia se trasladó a Montevideo. En 1925 formó parte de un Trío Cómico Lírico llamado "Los 3 Machetes", con el tenor Juan B. Cavallotti y el barítono Francisco Duffau. Dos años después, el trío realizó una gira de diez meses por Argentina, desde Buenos Aires a Rosario de Santa Fe, donde fueron vistos por Carlos Gardel que le propuso trabajar juntos, pero Nípoli rechazó la oferta.
De vuelta en Montevideo, en 1928, integró la Troupe "Un Real al 69", hasta su disolución en 1933. Con el conjunto, grabó varios discos y viajó por Argentina. En Buenos Aires, conoció su esposa y compañera para toda la vida, Isabel Luis Giorgi, con quien tuvo tres hijos.
En 1931, comenzó a trabajar en radio en Radio El Espectador, y allí nació su personaje más conocido, “El Negro del Comandante” (Sandalio), bajo la dirección de Alberto Malmierca, quien sería su director y libretista en este personaje principalmente y otros, durante treinta y un años. Juntos recorrieron varias radioemisoras: CX 28 Águila, CX 42 El Pueblo, hasta que Malmierca compró su propia radio denominándola “Radio Acreimlam” y allí trabajaron juntos aproximadamente tres décadas, hasta que un día del año 1960, Alberto Malmierca puso fin al programa radial con el “Negro del Comandante”, porque en ese momento tuvo la visión que la TV invadiría a los hogares uruguayos.
En forma paralela a la audición del “Negro del Comandante”, trabajó en otras emisoras y empezó a ser conocido como “El Hombre de las Mil Voces”: Radio América, Radio Ariel, Radio Monte Carlo, Radio Solís y Radio Sarandí. Auspiciado por “Rumbos Artísticos” bajo la dirección del Sr. Carlos Bazzano, grabó un disco del Sello SONDOR con innumerables imitaciones-.
Hacia finales de los años 30, incursionó en el cine, filmando películas donde se destacó su participación como actor e imitador de voces y sonidos. Entre ellas se recuerdan "Soltero soy feliz" (Juan Carlos Patrón, 1938), con Ramón Collazo, Alberto Vila y Amanda Ledesma, "Vocación?" (Rina Massardi, 1938), "Urano viaja a la Tierra" (Daniel Spósito Pereyra, 1950) y "Amor fuera de hora" (Alberto Malmierca, 1950).
En la década del 50, después de varios años de ausencia en esa actividad, vuelve al Carnaval, contratado por la Intendencia Municipal de Montevideo, para actuar en los espectáculos auspiciados por la misma, en el “Tablado Rodante” que por entonces recorría todos los barrios de Montevideo, donde también actuaban otras figuras artísticas destacadas de la época.
Incursionó también en televisión, cuando el Canal 10 y Canal 4, junto a Eduardo D’Angelo en los años 70 y dirigido por D’Angelo, vuelve al teatro con la obra "¿Te acordás Montevideo?".
Su hijo Carlos es también una figura destacada del Carnaval uruguayo. Falleció el 14 de enero de 1991, a los 89 años, en la ciudad de Montevideo.